# Матвеев, Тимофей Александрович
Тимофе́й Алекса́ндрович Матве́ев (род. 21 мая 2002, Столбовое, Еврейская автономная область, Россия) — российский военнослужащий, гвардии сержант. Механик-водитель, затем командир танка 124-го отдельного танкового батальона 76-й гвардейской десантно-штурмовой дивизии Воздушно-десантных войск России. Герой Российской Федерации (2022). Один из самых молодых (по году рождения) Героев России (после Ильи Каркавина).

## Биография

### Биография
Родился 21 мая 2002 года в селе Столбовое Октябрьского района Еврейской автономной области.
Окончил 9 классов средней общеобразовательной школы села Екатерино-Никольское. В 2021 году окончил политехнический техникум в городе Биробиджане.
В том же году призван в Вооружённые Силы России для прохождения срочной военной службы, по окончании которой перешёл на военную службу по контракту.

### Военная деятельность
Участник вторжения России на Украину с 2022 года. Продолжает служить в своей воинской части в должности командира танка.

## Звания и награды
Указом Президента России («закрытым») от 19 декабря 2022 года «за мужество и героизм, проявленные при исполнении воинского долга» гвардии ефрейтору Матвееву Тимофею Александровичу присвоено звание Героя Российской Федерации .
Медаль «Золотая Звезда» вручена ему 31 декабря 2022 года в штабе Южного военного округа в Ростове-на-Дону Владимиром Путиным, после чего Тимофей Матвеев стал участником Новогоднего обращения Президента России к народу.
Являлся самым молодым (по году рождения) Героем Российской Федерации до 14 февраля 2023 года, когда это звание посмертно было присвоено Илье Каркавину.